# Símbolos de San Luis Potosí (San Luis Potosí)
Los símbolos de  San Luis Potosí son el escudo municipal, la bandera municipal o pendón, que representan solo a la entidad administrativa municipal.

## Escudo
El escudo de armas está dividido en dos campos, uno azul y uno oro. En el centro, la figura de San Luis, Rey de Francia, que a su vez está en la cima del Cerro de San Pedro, sosteniendo la Santa Cruz. En el campo oro, hay dos barras de plata y en el azul hay dos barras de oro. Todo está enmarcado en una bordura dorada irregular.

### Historia
El escudo fue dado por el Virrey Francisco Fernández de la Cueva y Enríquez de Cabrera en 1656 al entonces la ciudad de San Luis Minas del Potosí de la Nueva España junto con su título de ciudad y fue confirmado oficialmente por el rey Felipe IV en Madrid en 1658.

### Escudos históricos

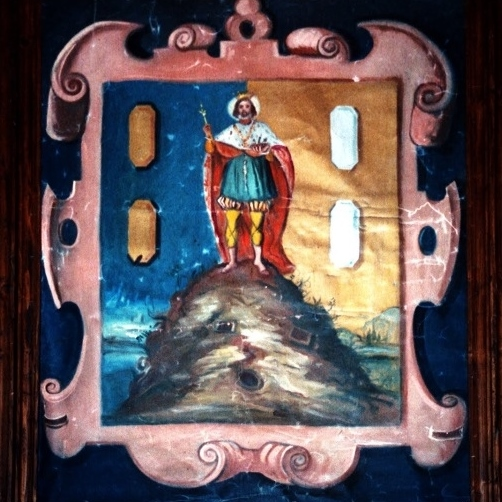
Escudo de la ciudad.

## Bandera
La bandera de la ciudad de San Luis Potosí es un lienzo dividido en dos campos horizontales, uno en azul y otro en oro con el escudo municipal al centro, es izada en eventos oficiales del municipio junto a la bandera de México y en algunas ocasiones con la bandera del estado de San Luis Potosí. La bandera es bicolor con las mismas proporciones de la bandera nacional.
El equipo de fútbol del Club San Luis también utiliza los colores municipales de azul y amarillo para representar al equipo.
| Evolución de la Bandera de la Ciudad de San Luis Potosí |                             |                                                             |
| Años                                                    | Bandera Municipal           | Información relevante                                       |
| 2010-                                                   | Bandera de San Luis Potosí. | (4:7) Primer Bandera de la Ciudad. Adoptada en el año 2010. |

### Pendones municipales

Pendón municipal (2015)
Pendón municipal (2019)[8]